# Marin Mazzie
Marin Joy Mazzie (Rockford, Illinois, 1960. október 9. – New York, 2018. szeptember 13.) amerikai színésznő.
Három alkalommal jelölték Tony-díjra. 1994-ben a Passion, 1998-ban a Ragtime és 2000-ben a Csókolj meg, Katám!  musicalben nyújtott alakításáért.

## Fontosabb színházi szerepei
- Mary Jane Wilkes  (Big River, 1985)
- Rapunzel (Into the Woods, 1987)
- Clara (Passion, 1994)
- Anya (Ragtime, 1998)
- Lilli Vanessi / Katharine (Csókolj meg, Katám!, 1999)
- Aldonza (Dulcinea) (La Mancha lovagja, 2002)
- Fiona MacLaren (Brigadoon, 2004, Los Angeles)
- The Lady of the Lake (Spamalot, 2006–2008)
- Diana Goodman  (Next to Normal, 2010)
- Helen Sinclair (Lövések a Broadwayn, 2014)
- Anna Leonowens  (The King and I, 2016)
- Misia (Fire and Air, 2018, off-Broadway)

## Filmszerepei
- V (1985, tv-sorozat, egy epizódban)
- Aladdin 3. – Aladdin és a tolvajok fejedelme (Aladdin and the King of Thieves) (1996, hang)
- Passion (1996, tv-film)
- Jake in Progress (2005, tv-sorozat, egy epizódban)
- Felpolcolva (Stacked) (2005, t-sorozat, egy epizódban)
- Szívem csücskei (Still Standing) (2003–2006, tv-sorozat, öt epizódban)
- Gyilkos számok (Numb3rs) (2006, tv-sorozat, egy epizódban)
- Nyomtalanul (Without a Trace) (2006, tv-sorozat, egy epizódban)
- Live from Lincoln Center (2008, tv-sorozat, egy epizódban)
- Jackie nővér (Nurse Jackie) (2011, tv-sorozat, hang, egy epizódban)
- The Big C (2013, tv-sorozat, egy epizódban)
- Tenure (2017, tv-film)